# Асташев, Александр Николаевич
Алекса́ндр Никола́евич Аста́шев (род. 17 ноября 1956, Черемхово, Иркутская область, РСФСР, СССР) — российский серийный убийца-отравитель и грабитель, совершивший 31 отравление пожилых людей с целью ограбления во многих регионах России в 2003—2005 годах, 17 из которых закончились убийствами.

## Биография

### Первые преступления
Александр Асташев родился 17 ноября 1956 года в городе Черемхове (Иркутская область). О его детских и юношеских годах известно мало. В советские и постсоветские годы был неоднократно судим (суммарный срок — 25 лет), в первый раз — будучи несовершеннолетним в 1972 году. В 1982 году Асташев попался на изнасиловании несовершеннолетней, а во время конвоирования совершил попытку побега и был приговорён к 15 годам лишения свободы. Отсидев полностью, в 1997 году вернулся на свободу в родной город и вскоре был арестован за превышение пределов необходимой обороны: один человек погиб от ударов ножа, другой — ранен выстрелом из огнестрельного оружия. Однако серьёзного уголовного наказания за это преступление Асташев не получил. В том же году женился на местной жительнице Наталье, работающей завхозом в детском саду, которая была моложе его на 20 лет. В браке родилась дочь. Сам Асташев перебивался случайными заработками. В дальнейшем на следствии Асташев жаловался на «тяжёлую жизнь в шахтёрском городке». Возможно, именно это обстоятельство стало причиной того, что Асташев решил зарабатывать криминальным путём.

### Убийства
Все преступления Александр Асташев совершил по одной и той же схеме. Разъезжая по Иркутской области, а впоследствии и по другим регионам, Асташев на улицах выискивал людей пожилого возраста и знакомился с ними, представляясь врачом. С собой он всегда носил медицинский халат, тонометр, фонендоскоп. В ходе разговора расспрашивал их о здоровье и предлагал бесплатную медицинскую помощь на дому. Через некоторое время Асташев приходил к пенсионерам в квартиры и для усыпления бдительности проводил поверхностные врачебные процедуры. Затем Асташев давал жертвам горсть сильнодействующих снотворных (аминазин, супрастин, барбитураты), предлагая запить их слабоалкогольным напитком с фруктовым вкусом, который он называл сиропом. Вскоре после принятия большого количества несовместимого лекарства и спиртного, жертвы теряли сознание или умирали, а квартиру преступники грабили, забирая бытовую технику, драгоценные украшения, деньги, в некоторых случаях выпивку и даже еду из холодильника. В большинстве эпизодов принимала участие жена Асташева и их знакомая Анастасия Мусихина (род. 1984), играющие роль медсестёр.
Первое преступление Асташев совершил 13 октября 2003 года в посёлке Залари Иркутской области. Жертвами стали пожилые супруги. Муж скончался от «острого отравления неизвестным ядом» по пути в районную больницу, жене удалось выжить. Из дома пропало всё ценное.
Весной 2004 года супружеская пара Асташевых совершила первое совместное преступление. В селе Нижняя Иреть Асташев в докторском халате и его жена «медсестра» зашли в один из домов, где они обманным путём привели в бессознательное состояние находившихся там пенсионеров и похитили 17,5 тысяч рублей и ряд вещей. Один из пострадавших, 67 лет, скончался спустя пять дней. Преступники скрылись на автомашине «Нива».
Летом 2004 года на станции Тайшет Асташев опоил и ограбил жителя Красноярского края. Тот выжил и, проснувшись, пошёл в милицию, где дал подробный словесный портрет Асташева, и личность преступника была установлена. Он был объявлен в федеральный розыск.
Самым «урожайным» выдалось время с июня 2004 по август 2005 года. Совершив ряд преступлений в Иркутской области (пять отравлений со смертельным исходом), Асташев, находившийся в розыске, начал убивать в других городах страны. В Перми в зале ожидания вокзала он познакомился с мужчиной, рассказавшим ему о своих болезнях, отвёл его в укромное место и дал 9 таблеток с пивом. Жертва выжила. В городе Зуевка Кировской области Асташев и Мусихина в медицинских халатах, напоили лекарственной смесью пенсионерку, сказав, что они сотрудники Кировского госпиталя и что в Центральную аптеку привезли бесплатные таблетки. 31 августа 2005 года в Кирове был отравлен ветеран Великой отечественной войны, это было последнее убийство Асташева.
Эпизоды деятельности Асташева были также зафиксированы в Читинской области, Усть-Ордынском Бурятском автономном округе и городах Удмуртской республики.
Следственно-оперативная группа, создаваемая правоохранительными органами для расследования преступлений с признаками серийности, долго не была сформирована, ведь из-за обширности географии убийств и грабежей Асташева их долго не могли связать в одну цепочку. Помимо этого, зачастую смерти пенсионеров списывали на ишемическую болезнь сердца, и уголовные дела не возбуждались.

### Арест, следствие и суд
В октябре 2005 года Александр Асташев был задержан в городе Глазове (Республика Удмуртия).
Следствие по делу велось два года. Во время него сотрудники милиции стали подозревать, что у Асташева имеются проблемы с психикой, однако в местной психиатрической больнице он был признан вменяемым. Лишь позже под влиянием адвоката Асташев был этапирован в «Государственный научный центр социальной и судебной психиатрии им. В. П. Сербского», где судебно-психиатрическая экспертиза признала его невменяемым и страдающим хроническим психическим расстройством в виде параноидальной шизофрении в особо опасной форме.
6 августа 2008 года Иркутский областной суд назначил Асташеву принудительное лечение в психиатрическом стационаре специализированного типа с интенсивным наблюдением, поскольку он представляет особую общественную опасность в силу бредовых переживаний, импульсивности и деструктивных типов поведения, а также с учётом тяжести содеянного. Жена Асташева была приговорена к 7,5 годам лишения свободы с испытательным сроком 5 лет, Мусихина — к 6 годам лишения свободы с испытательным сроком 5 лет.